# La Maschera di Cera
La Maschera di Cera ist eine italienische Progressive-Rock-Band, die im Jahr 2001 gegründet wurde.

## Bandgeschichte
Fabio Zuffanti gründete die Band, um Retro-Prog in der Tradition der italienischen Bands der 1970er Jahre spielen zu können. Er holte Agostino Macor und Marco Cavani von seiner ersten Band Finisterre sowie Alessandro Corvaglia und Andrea Monetti zu La Maschera di Cera. Das selbstbetitelte Debütalbum erschien im Jahr 2002 und wurde von einigen Konzerten in Italien gefolgt, das zweite Album erschien 2003. Im selben Jahr wurde Marco Cavani durch Maurizio Di Tollo ersetzt.
Bis 2004 spielte die Band zahlreiche Konzerte, aus denen auch eine DVD und ein Livealbum resultierten. Das dritte Studioalbum kam 2006 auf den Markt. La Maschera di Cera traten danach wieder europaweit und 2007 erstmals auf dem NEARfest auf und begannen Arbeiten an einem weiteren Album, die sich allerdings bis 2010 hinzogen. In der Zwischenzeit war Matteo Nahum zur Band gestoßen, stieg aber 2011 wieder aus. Das fünfte Studioalbum kam 2013 in einer italienischsprachigen und einer englischsprachigen Version auf den Markt. Es nimmt Bezug auf das 1973er Album Felona e Sorona der Prog-Band Le Orme.

## Diskografie
- 2002: La Maschera di Cera
- 2003: Il grande labirinto
- 2004: In concerto (Live)
- 2004: Gouveia Art Rock 2003 (DVD)
- 2006: LuxAde
- 2010: Petali di fuoco
- 2013: Le porte del domani/The Gates of Tomorrow
- 2020: S.E.I.